# Pluma (escritura)
Pluma es el nombre que recibe un dispositivo usado para entintar una superficie con el propósito de escribir o dibujar.
Reciben este nombre porque los primeros instrumentos usados por el hombre para este fin fueron los cálamos y las plumas de ave. Hoy en día el término "pluma" se utiliza únicamente para referirse al plumaje de las aves.

## Tipos

### Moderno
Los bolígrafos que se utilizan comúnmente en la actualidad se pueden clasificar según el mecanismo de la punta de escritura y el tipo de tinta:

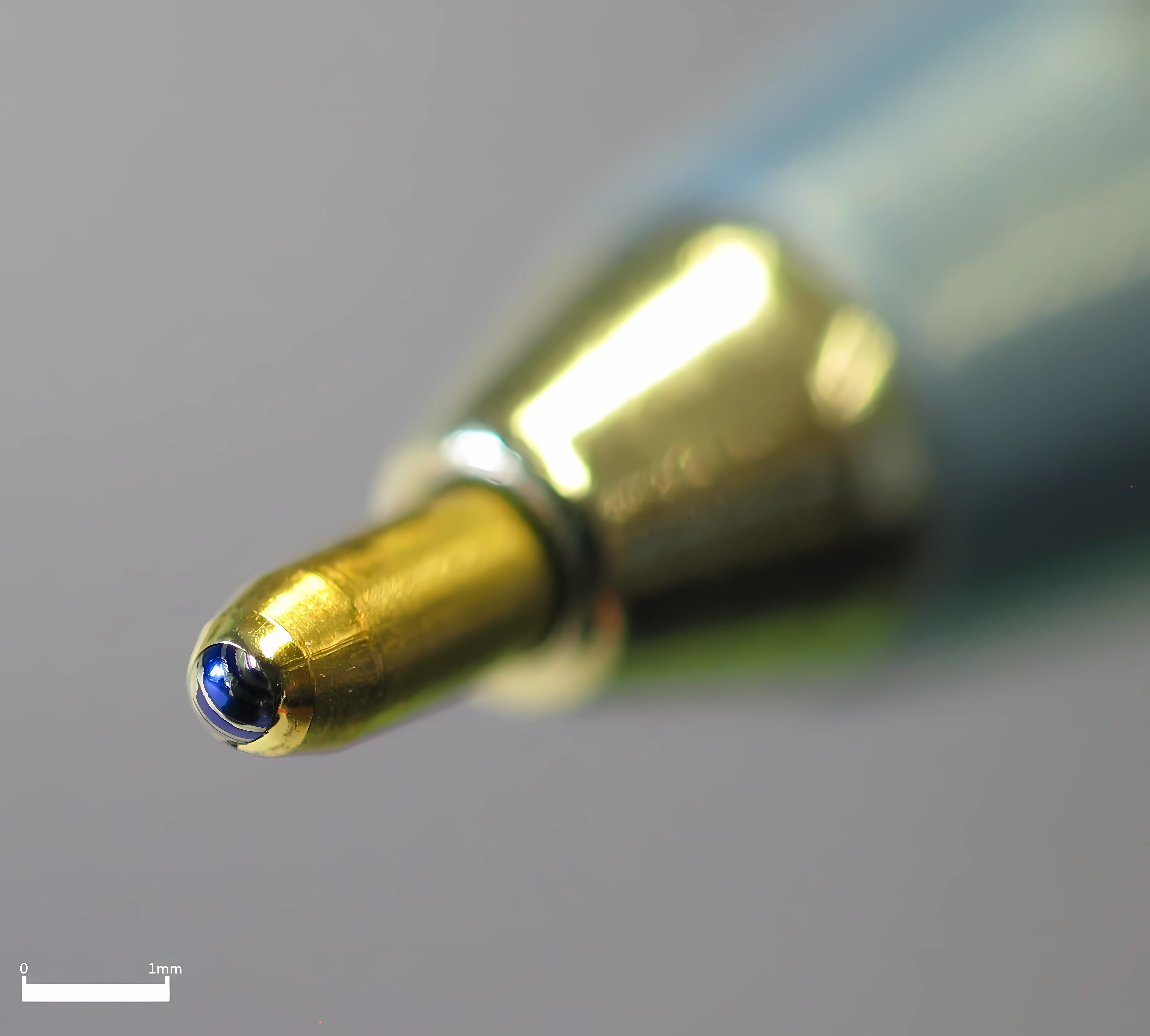
Punta de escritura de un bolígrafo y barra blanca de 1 mm para escala

- Un bolígrafo dispensa una tinta viscosa a base de aceite por medio de una pequeña esfera dura, o bola, que rueda sobre la superficie sobre la que se escribe. La bola se mantiene cautiva en un receptáculo en la punta del bolígrafo con una mitad expuesta y la otra mitad sumergida en la tinta del depósito del bolígrafo. Cuando la bola gira, transfiere la tinta, que moja la bola, del depósito a la superficie externa. La bola tiene típicamente menos de un milímetro de diámetro y está hecha de latón, acero o carburo de tungsteno.[1] La tinta, debido a su alta viscosidad, no atraviesa el papel y no sale de la punta del bolígrafo por capilaridad. Como tal, se dispensa una cantidad mínima de tinta, con el resultado de que la escritura se seca casi instantáneamente y la tinta dura más que en otros tipos de bolígrafos. Los bolígrafos son fiables, versátiles y robustos, y están disponibles por una amplia gama de precios. Han reemplazado a las plumas estilográficas como la herramienta más común para la escritura diaria.

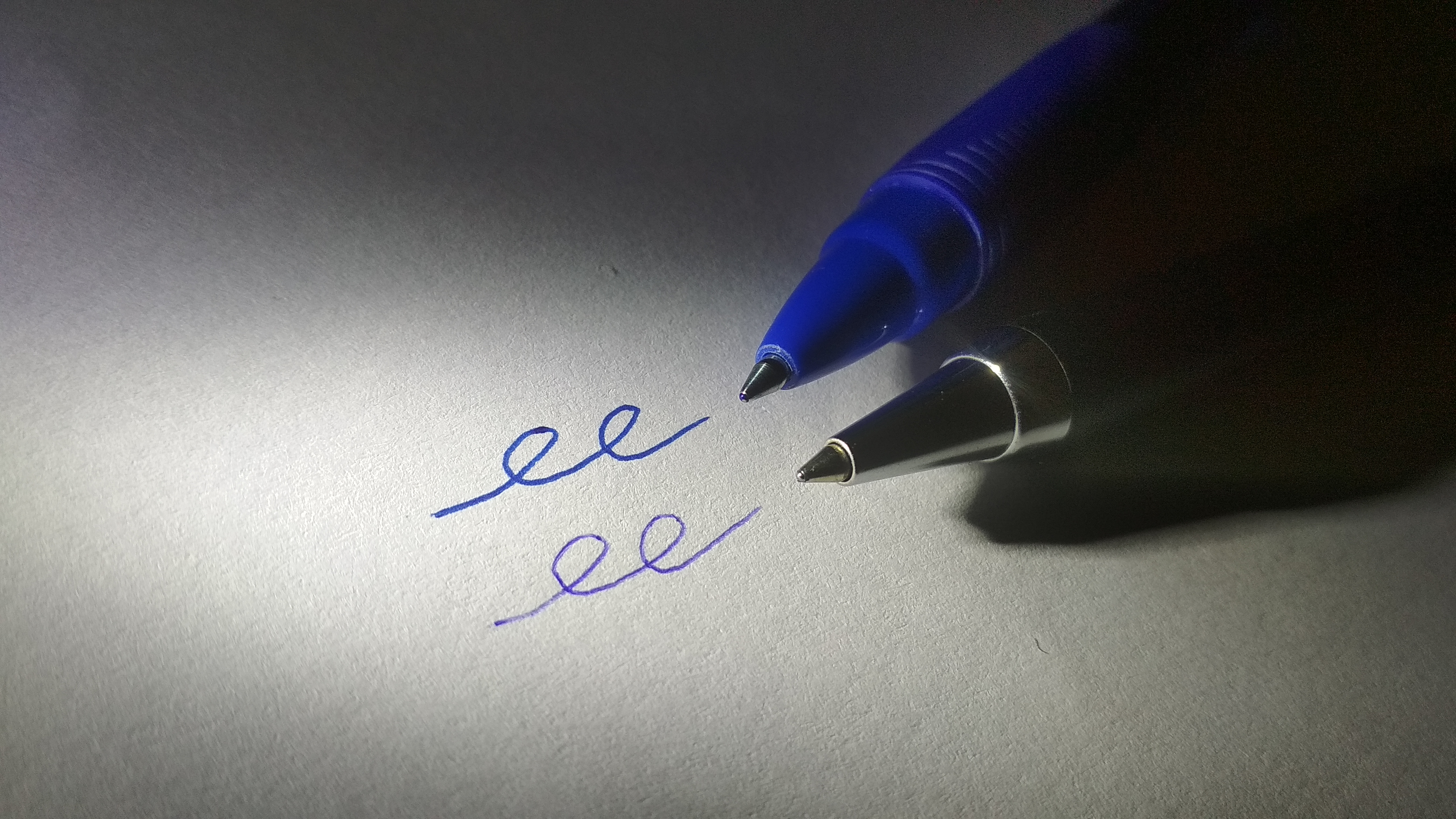
Líneas creadas por un bolígrafo de gel (arriba) y un bolígrafo (abajo)

- Un bolígrafo de gel funciona de manera similar a un bolígrafo, ya que dispensa tinta usando una bola rodante sostenida en la punta de escritura. Sin embargo, a diferencia de la tinta de bolígrafo a base de aceite, la tinta del bolígrafo de gel consiste en un gel a base de agua[2] que tiene un pigmento suspendido en él. Debido a que la tinta es espesa y opaca, se ve más claramente en superficies oscuras o resbaladizas que las tintas típicas utilizadas en bolígrafos o rotuladores. Los bolígrafos de gel se pueden utilizar para muchos tipos de escritura e ilustración. Dado que el medio de gel elimina las limitaciones de un tinte soluble, se hacen posibles muchos colores nuevos, así como algunos tipos especiales de tinta; Los bolígrafos de gel están disponibles en una amplia gama de colores vibrantes o saturados, en colores pastel, en colores neón, en colores metálicos, en tintas brillantes, en tintas que brillan en la oscuridad, etc.

- Una lapicera rollerball es un bolígrafo que dispensa una tinta a base de agua a través de una punta de bola similar a la de un bolígrafo. Como tal, los bolígrafos de gel podrían considerarse una subcategoría de bolígrafos roller; sin embargo, debido al conocimiento y uso generalizados del término "bolígrafo de gel", el término "rollerball" se reserva en la práctica para los bolígrafos que utilizan tinta líquida. La menor viscosidad de la tinta rollerball en comparación con la tinta de bolígrafo a base de aceite tiene varios efectos en el rendimiento del bolígrafo. Dado que la tinta fluye más fácilmente y se absorbe más fácilmente en el papel, en general se dispensa más tinta. Esto cambia la experiencia de escritura al lubricar el movimiento de la punta sobre el papel. También da como resultado una línea sólida e ininterrumpida, ya que la difusión de la tinta a través del papel llena los pequeños huecos que de otro modo podrían dejar la punta de la bola. En comparación con los bolígrafos, que dispensa una menor cantidad de tinta más viscosa, la escritura con un bolígrafo de bola tarda más en secarse en la página y puede filtrarse a través del papel fino y hacerse visible en el lado opuesto. Cuando la punta de un bolígrafo se sostiene contra el papel, la tinta sale de la punta continuamente por acción capilar de la misma manera que ocurre con una pluma estilográfica. Esto puede provocar manchas o manchas de tinta. El bolígrafo roller se diseñó inicialmente para combinar la comodidad de un bolígrafo con el efecto suave de "tinta húmeda" de una pluma estilográfica. Los bolígrafos roller recargables están disponibles recientemente; estos generalmente utilizan cartuchos de tinta de pluma estilográfica. Cuando la punta de un bolígrafo se sostiene contra el papel, la tinta sale de la punta continuamente por acción capilar de la misma manera que ocurre con una pluma estilográfica. Esto puede provocar manchas o manchas de tinta. El bolígrafo roller se diseñó inicialmente para combinar la comodidad de un bolígrafo con el efecto suave de "tinta húmeda" de una pluma estilográfica. Los bolígrafos roller recargables están disponibles recientemente; estos generalmente utilizan cartuchos de tinta de pluma estilográfica. Cuando la punta de un bolígrafo se sostiene contra el papel, la tinta sale de la punta continuamente por acción capilar de la misma manera que ocurre con una pluma estilográfica. Esto puede provocar manchas o manchas de tinta. El bolígrafo roller se diseñó inicialmente para combinar la comodidad de un bolígrafo con el efecto suave de "tinta húmeda" de una pluma estilográfica. Los bolígrafos roller recargables están disponibles recientemente; estos generalmente utilizan cartuchos de tinta de pluma estilográfica. Los bolígrafos roller recargables están disponibles recientemente; estos generalmente utilizan cartuchos de tinta de pluma estilográfica.

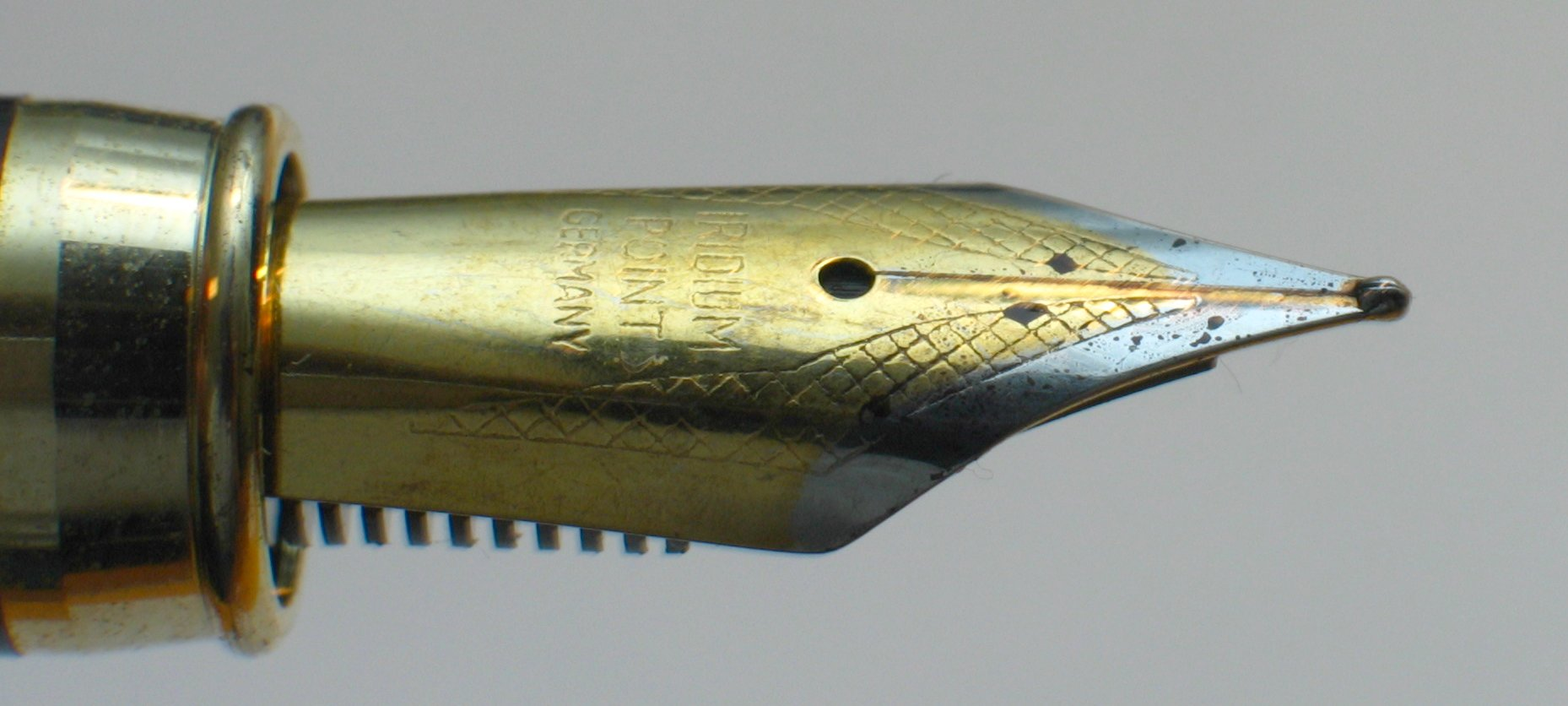
La punta de escritura de una pluma estilográfica.

- Una pluma estilográfica utiliza tinta líquida a base de agua que se suministra a través de una punta , que en general es una pieza plana de metal con una ranura delgada que se extiende hacia adentro desde la punta de escritura. Impulsada por gravedad, la tinta fluye desde un depósito hasta la punta a través de un alimentador , que en general es un bloque sólido de material de forma especial con canales y ranuras cortados en él. La alimentación lleva la tinta a la ranura de la punta. Mientras se escribe, la tinta se extrae de esta ranura por acción capilar . Una punta de pluma estilográfica, a diferencia de la punta de un bolígrafo, gel o bolígrafo, no tiene partes móviles. Un depósito de pluma estilográfica puede ser recargable o desechable; el tipo desechable se llama cartucho de tinta. Un bolígrafo con un depósito recargable puede tener un mecanismo como un pistón para extraer tinta de una botella a través de la punta, o puede requerir que se vuelva a llenar con un gotero . Los depósitos recargables, también conocidos como convertidores de cartuchos , están disponibles para algunas plumas diseñadas de otro modo para usar cartuchos desechables. Una pluma estilográfica se puede utilizar con tintas permanentes o no permanentes.

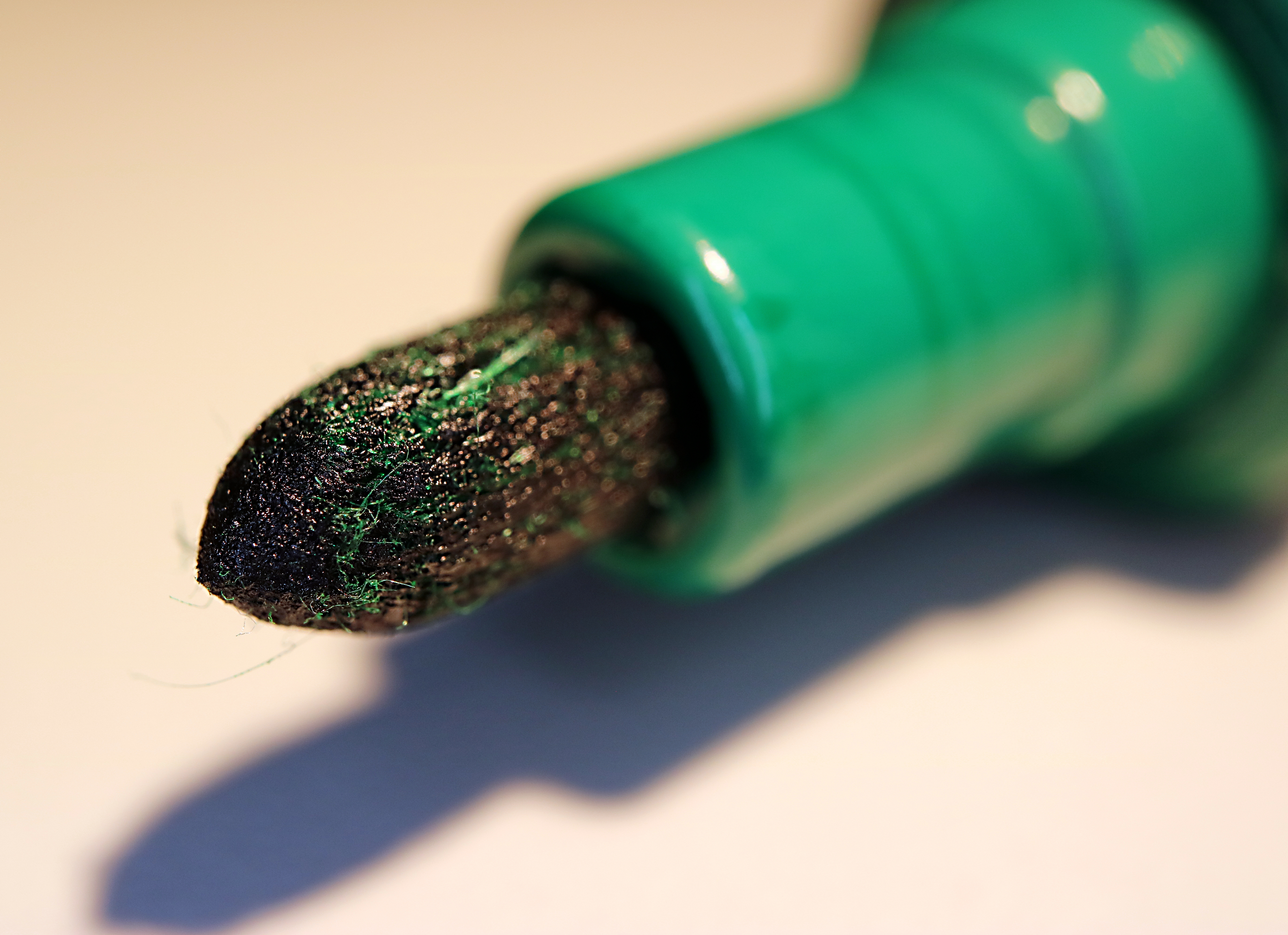
La punta de escritura de un marcador.

- Un rotulador, o marcador, tiene una punta porosa hecha de material fibroso, que normalmente permanece saturado con la tinta del depósito. A medida que la tinta sale de la punta, se extrae tinta nueva del depósito, que a menudo consiste en un gran volumen de un material poroso similar al utilizado en la punta, por acción capilar y gravedad. Al igual que con una pluma estilográfica, la tinta sale de la punta de un rotulador por capilaridad al escribir sobre una superficie porosa. Sin embargo, a diferencia de las plumas estilográficas, muchos rotuladores también pueden escribir de forma fiable en superficies impermeables resbaladizas que están mojadas por la tinta, y en tales aplicaciones, la tinta normalmente no sale continuamente del bolígrafo cuando se mantiene contra la superficie de escritura. Los rotuladores más pequeños y de punta fina se utilizan para escribir en papel. Los niños suelen utilizar rotuladores de tamaño mediano para colorear y dibujar. Los tipos más grandes, a menudo llamados "marcadores", se utilizan para escribir en tamaños más grandes, a menudo en superficies distintas del papel, como cajas de cartón ondulado y pizarras blancas . Los rotuladores especializados a los que se hace referencia por nombres como "tiza líquida" o "marcadores de pizarra" se utilizan para escribir en las pizarras . Rotuladores con puntas anchas y tinta brillante pero transparente , llamados resaltadores, se utilizan para resaltar texto que ya se ha escrito o impreso. Los bolígrafos diseñados para niños o para escritura temporal (como con una pizarra o un retroproyector) suelen utilizar tintas no permanentes. Los marcadores grandes que se utilizan para etiquetar las cajas de envío u otros paquetes suelen ser marcadores permanentes.

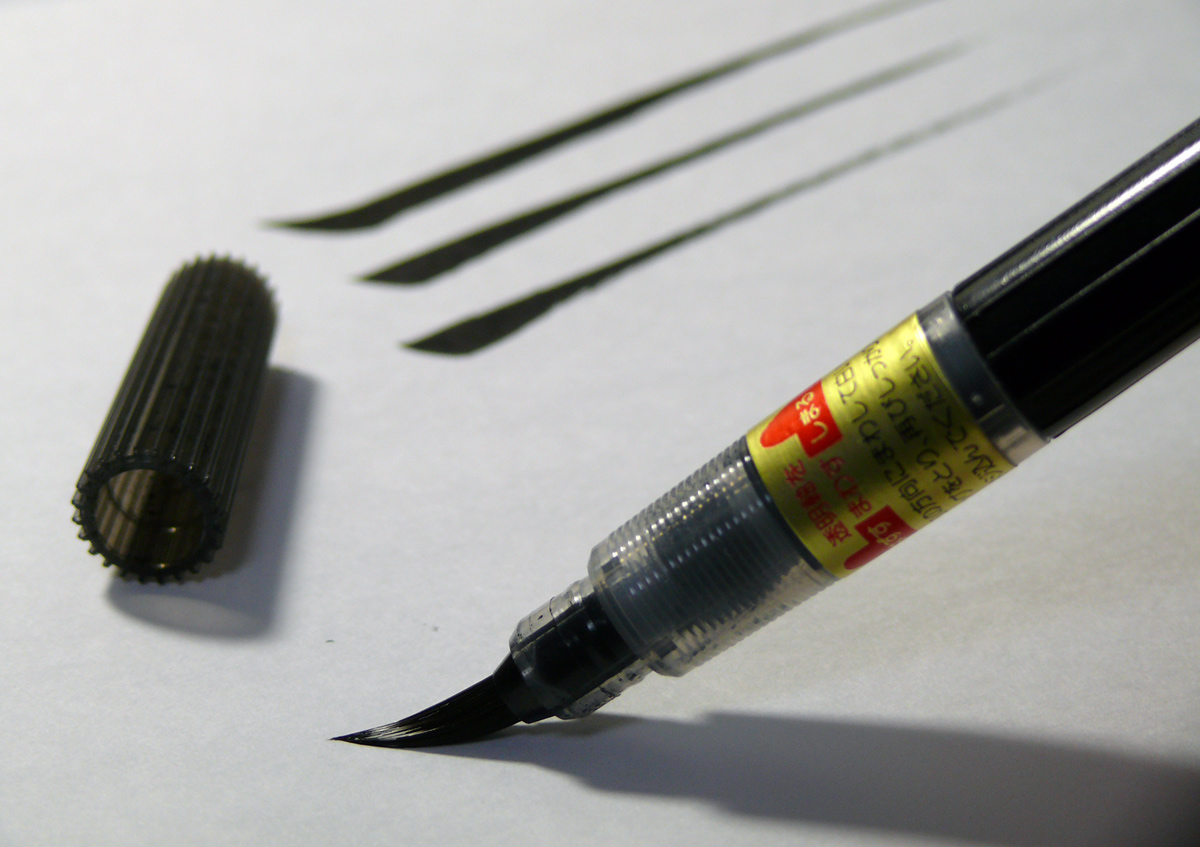
Una pluma con pincel

- Una pluma con pincel es una pluma cuya punta de escritura consiste en un pequeño pincel alimentado con tinta de un depósito de tinta líquida similar a los que se utilizan en las plumas estilográficas y los bolígrafos roller. Las plumas con pincel pueden ser recargables o desechables, y pueden usar tinta a base de agua o resistente al agua. La diferencia funcional más significativa de las plumas  con pincel y los rotuladores es la mayor conformidad de la punta. Las plumas con pincel son una alternativa obvia a los pinceles de tinta para la caligrafía china y la caligrafía japonesa, pero ahora también se utilizan comúnmente en otras formas de caligrafía y por artistas como ilustradores y dibujantes. El principal atractivo de estas plumas para estos artistas es que permiten una gran variación del ancho de línea en respuesta a pequeños cambios en la presión aplicada.

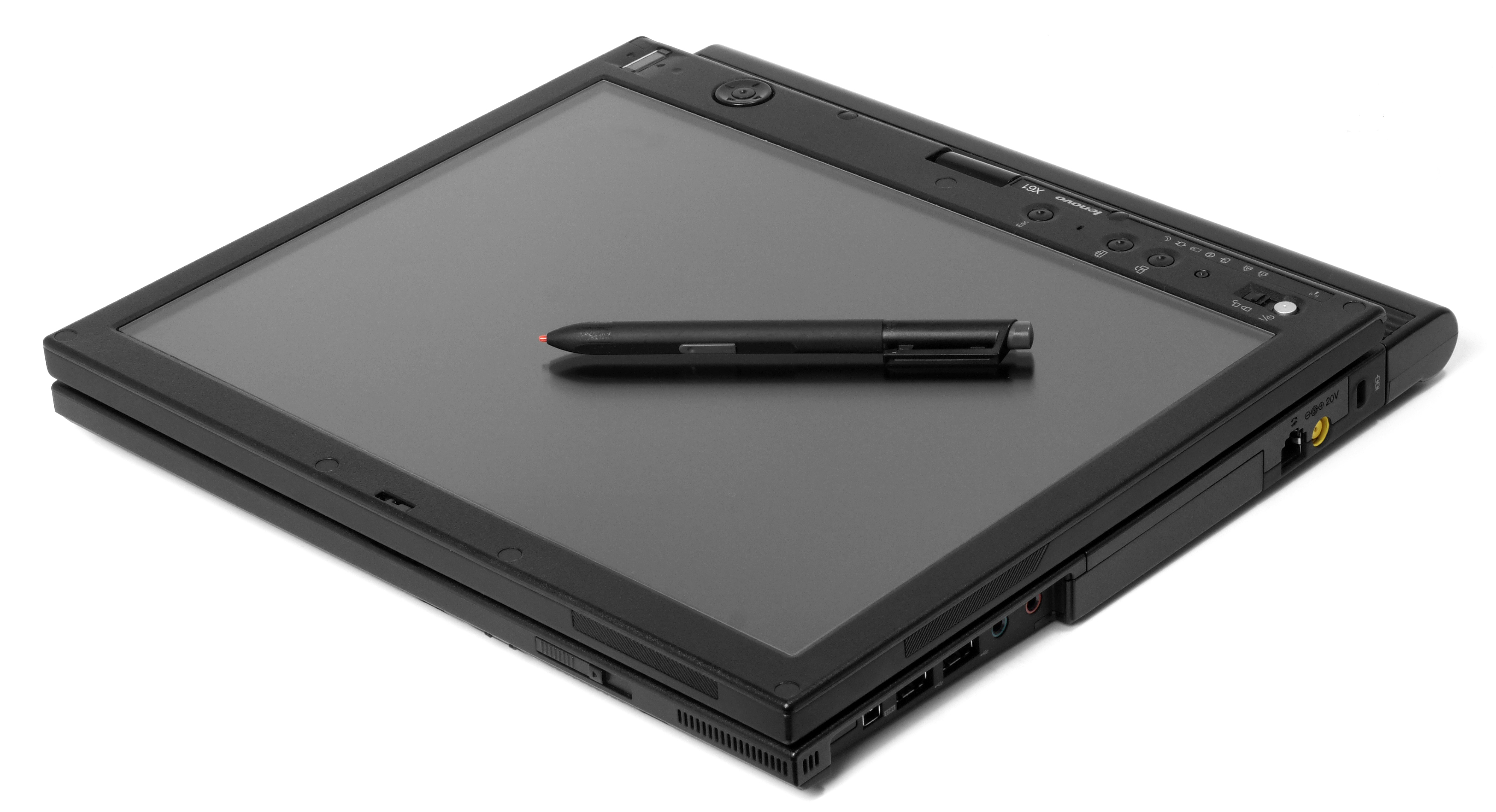
Computadora con lápiz de computadora

- Un lápiz óptico,[3] es un utensilio de escritura que no usa tinta, sino que hace marcas principalmente creando rayas o hendiduras en la superficie de escritura. Como tal, la punta a menudo consiste simplemente en una punta de metal afilada. Estas herramientas también se utilizan para otros tipos de marcado además de la escritura y para dar forma o tallar, por ejemplo, en cerámica . La palabra lápiz también se refiere a un accesorio de computadora con forma de bolígrafo que se usa para lograr una mayor precisión al usar pantallas táctiles de lo que generalmente es posible con la punta de un dedo. Hay productos disponibles que combinan una punta de bolígrafo en un extremo y un lápiz táctil para pantalla táctil en el otro.

### Histórico
Estos tipos históricos de bolígrafos ya no son de uso común como instrumentos de escritura, pero pueden ser utilizados por calígrafos y otros artistas:

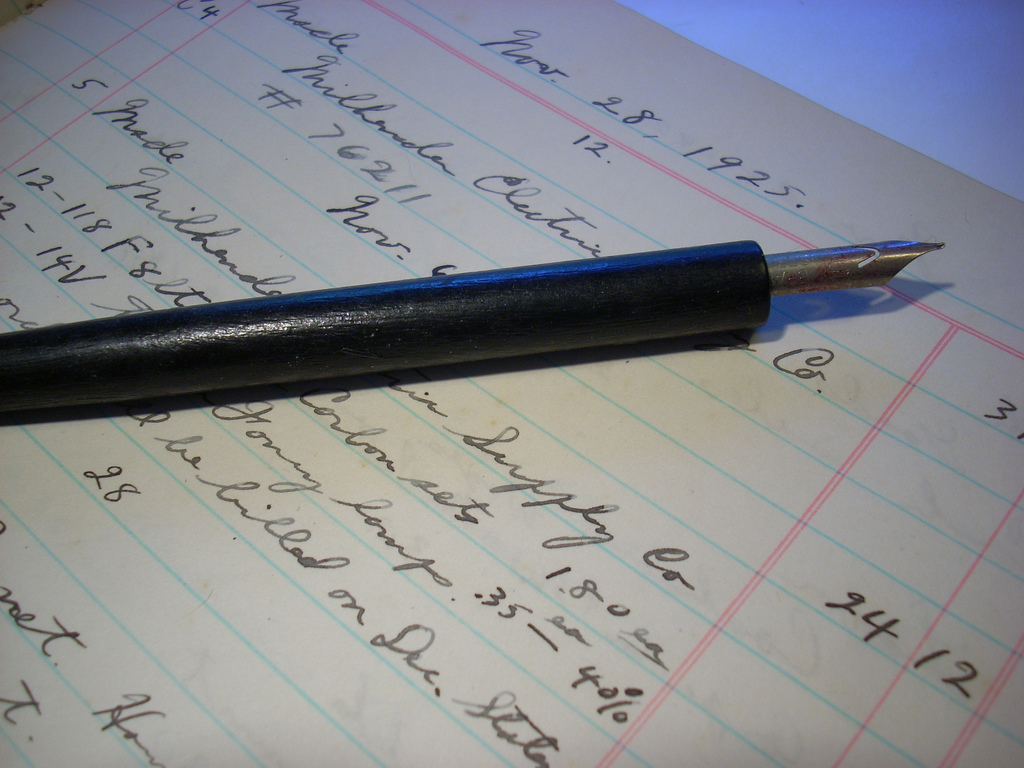
pluma de punta

- Una pluma de inmersión (o pluma de punta) consiste en una punta de metal con canales capilares, como la de una pluma estilográfica, montada en un mango o soporte, a menudo de madera. Un bolígrafo de inmersión se llama así porque generalmente no tiene depósito de tinta y, por lo tanto, debe sumergirse repetidamente en un tintero para recargar la punta con tinta mientras dibuja o escribe. La pluma de inmersión tiene ciertas ventajas sobre una pluma estilográfica; puede utilizar tintas pigmentadas a prueba de agua (a base de partículas y aglutinantes), como la llamada tinta china, tinta de dibujo o tintas acrílicas, que destruirían una pluma estilográfica al obstruirse, así como la tinta tradicional de hiel de hierro, que puede causar corrosión en una pluma estilográfica. Los bolígrafos de inmersión ahora se utilizan principalmente en la ilustración, caligrafía y cómics. Un tipo de bolígrafo de punta particularmente fina conocido como crowquill es un instrumento favorito de artistas como David Stone Martin y Jay Lynch, porque su punta de metal flexible puede crear una variedad de delicadas líneas, texturas y tonos en respuesta a la variación de presión mientras se dibuja con ella.

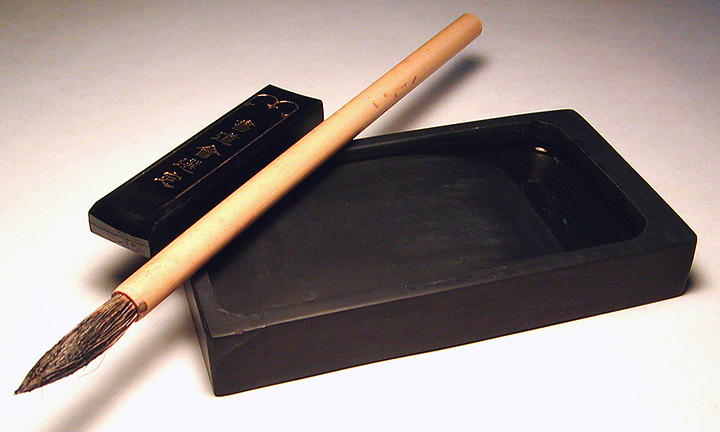
Un pincel de tinta

- El pincel de tinta es el instrumento de escritura tradicional en la caligrafía de Asia oriental. El cuerpo del cepillo puede estar hecho de bambú o de materiales más raros como sándalo rojo, vidrio, marfil, plata y oro. La cabeza del cepillo puede estar hecha de pelo (o plumas) de una amplia variedad de animales, como la comadreja, el conejo, el venado, el pollo, el pato, la cabra, el cerdo y el tigre. También existe una tradición tanto en China como en Japón de hacer un cepillo con el cabello de un recién nacido, como un recuerdo único en la vida para el niño. Esta práctica está asociada con la leyenda de un antiguo erudito chino que ocupó el primer lugar en los exámenes imperiales utilizando un pincel tan personalizado. Los pinceles de caligrafía se consideran una extensión del brazo del calígrafo. Hoy en día, la caligrafía también se puede hacer con un bolígrafo,

Imagen de una pluma y una pequeña botella de tinta sobre una mesa.
Pluma y tinta
- Una pluma es un bolígrafo hecho con la pluma de vuelo de un pájaro grande, la mayoría de las veces un ganso . Para hacer una pluma, una pluma debe curarse mediante envejecimiento o tratamiento térmico , después de lo cual se forma una punta del eje cortando una hendidura y cortando los lados para crear una punta puntiaguda. Con la práctica, las plumas adecuadas se pueden convertir en púas de forma rápida y económica utilizando solo un cuchillo pequeño y una fuente de calor. Debido a su fácil disponibilidad, las plumas siguieron siendo los instrumentos de escritura preferidos en Occidente durante mucho tiempo, desde el siglo VI hasta el XIX.- antes de que se fabricaran en grandes cantidades el bolígrafo metálico, la estilográfica y, finalmente, el bolígrafo. Las plumas, como las posteriores plumas de inmersión con punta de metal, deben sumergirse periódicamente en tinta mientras se escribe.

Imagen de una pluma de caña.
Una pluma de caña
- Una pluma de caña se corta de una caña o bambú, con una hendidura en una punta estrecha. Su mecanismo es esencialmente el mismo que el de una pluma o un bolígrafo metálico. El bolígrafo de caña casi ha desaparecido, pero todavía lo utilizan jóvenes estudiantes en algunas partes de la India y Pakistán, que aprenden a escribir con ellos en pequeñas tablas de madera conocidas como "Takhti".[4]

## Historia

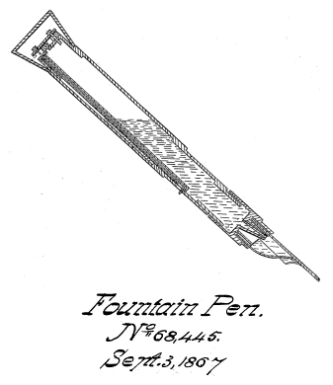
M. Klein y Henry W. Wynne recibieron la patente estadounidense n.º 68445 en 1867 por una cámara de tinta y un sistema de suministro en el mango de la pluma estilográfica.

Los antiguos egipcios habían desarrollado la escritura en rollos de papiro cuando los escribas usaban pinceles de caña delgados o plumas de caña del Juncus maritimus o junco marino. En su libro A History of Writing, Steven Roger Fischer sugiere, basándose en hallazgos en Saqqara, que la pluma de caña bien podría haberse utilizado para escribir sobre pergamino ya en la Primera Dinastía, o alrededor del 3000 a. C. Las plumas de caña se siguieron utilizando hasta la Edad Media, pero fueron reemplazadas lentamente por plumas de aproximadamente el siglo VII. La pluma de caña, generalmente hecha de bambú, todavía se usa en algunas partes de Pakistán por jóvenes estudiantes y se usa para escribir en pequeñas tablas de madera.

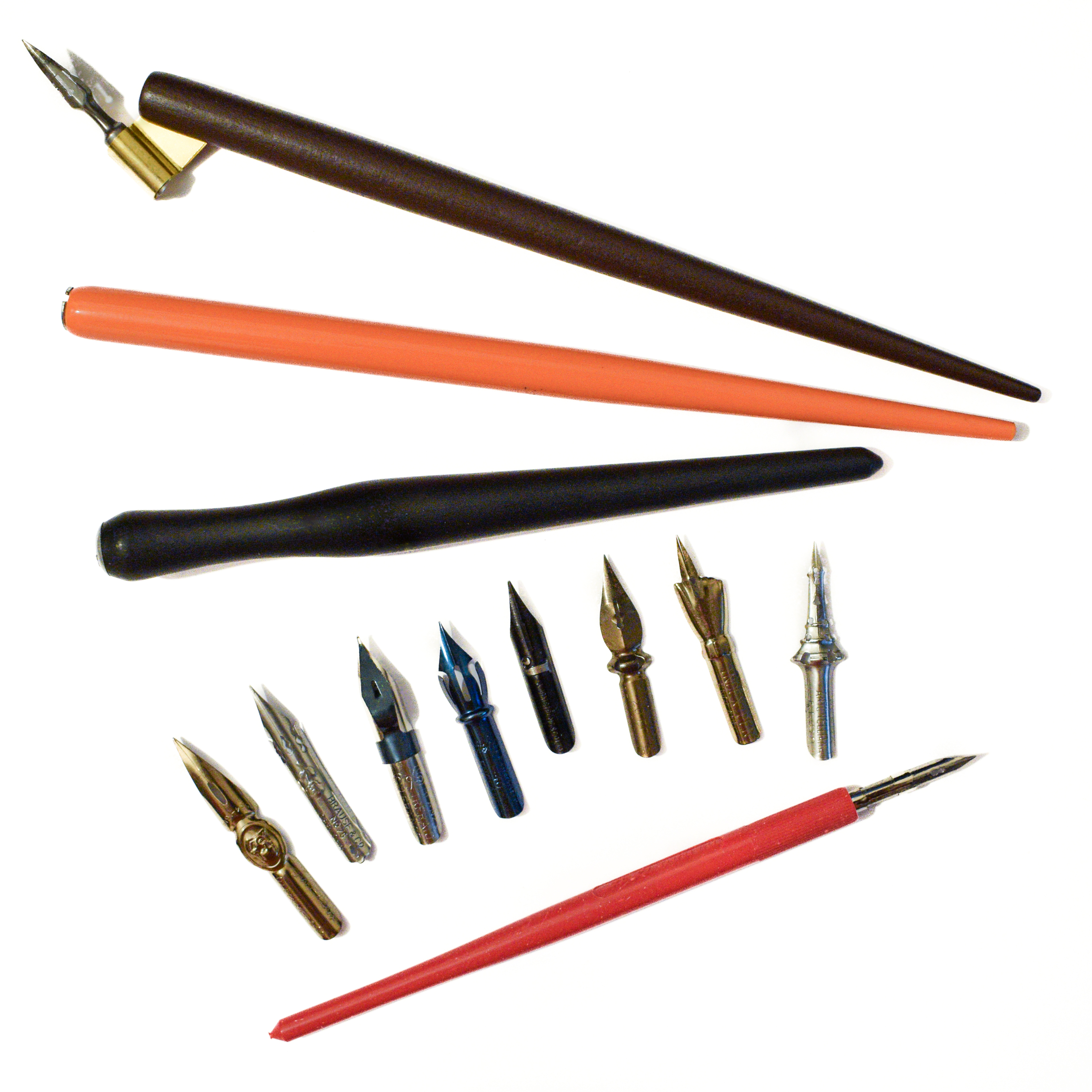
Plumas históricas.

La pluma de caña sobrevivió hasta que el papiro fue reemplazado como superficie de escritura por pieles de animales, vitela y pergamino. La superficie más suave de la piel permitió una escritura más fina y pequeña con una pluma, derivada de la pluma de vuelo. La pluma se utilizó en Qumrán, Judea, para escribir algunos de los Rollos del Mar Muerto, que datan de alrededor del año 100 AC. Los rollos fueron escritos en dialectos hebreos con plumas de ave o púas. Hay una referencia específica a las plumas en los escritos de San Isidoro de Sevilla en el siglo VII. Las plumas de ave todavía se usaban ampliamente en el siglo XVIII y se usaron para escribir y firmar la Constitución de los Estados Unidos en 1787.
Se encontró una plumilla de cobre en las ruinas de Pompeya, lo que muestra que las plumillas de metal se usaron en el año 79. También hay una referencia a "una pluma de plata para llevar tinta", en el diario de Samuel Pepys de agosto de 1663. Los bolígrafos de metal de 'nueva invención' se anuncian en The Times en 1792. Se patentó una punta de bolígrafo de metal en 1803, pero la patente no se explotó comercialmente. Bryan Donkin anunció la venta de una patente para la fabricación de bolígrafos de metal en 1811. John Mitchell de Birmingham comenzó a producir en masa bolígrafos con puntas metálicas en 1822, y después de eso, la calidad de las puntas de acero mejoró lo suficiente como para que las plumas de inmersión con puntas metálicas se generalizaran.
Deliciae physico-mathicae , 1636
El registro histórico más antiguo de una pluma con un depósito se remonta al siglo X d. C. En 953, Ma'ād al-Mu'izz , el califa fatimí de Egipto, exigió un bolígrafo que no le manchara las manos ni la ropa, y se le proporcionó un bolígrafo que contenía tinta en un depósito y se lo entregó al plumín. [16] Esta pluma pudo haber sido una estilográfica, pero su mecanismo sigue siendo desconocido, y solo se ha encontrado un registro que la menciona. Una pluma de depósito posterior se desarrolló en 1636. En su Deliciae Physico-Mathematicae (1636), el inventor alemán Daniel Schwenter describió una pluma hecha de dos plumas. Una pluma sirvió como depósito de tinta dentro de la otra. La tinta se selló dentro de la pluma con corcho . La tinta se exprimió a través de un pequeño orificio hasta el punto de escritura. En 1809, Bartholomew Folsch recibió una patente en Inglaterra por un bolígrafo con depósito de tinta. [16]
Un estudiante en París, el rumano Petrache Poenaru inventó una pluma estilográfica que usaba una pluma como depósito de tinta. El gobierno francés lo patentó en mayo de 1827. [17] Las patentes y la producción de la pluma estilográfica aumentaron en la década de 1850.
La primera patente de un bolígrafo se concedió el 30 de octubre de 1888 a John J. Loud. [18] En 1938, László Bíró, editor de un periódico húngaro, con la ayuda de su hermano George, un químico, comenzó a diseñar nuevos tipos de bolígrafos, incluido uno con una pequeña bola en la punta que podía girar libremente en un casquillo. A medida que el bolígrafo se movía a lo largo del papel, la bola giraba, recogiendo tinta del cartucho de tinta y dejándola en el papel. Bíró presentó una patente británica el 15 de junio de 1938. En 1940, los hermanos Bíró y un amigo, Juan Jorge Meyne, se trasladaron a Argentina, huyendo de la Alemania nazi. El 17 de junio de 1943 solicitaron otra patente. [19] Formaron "Bolígrafos Bíró de Argentina", y para el verano de 1943, los primeros modelos comerciales estaban disponibles. [20] Los bolígrafos borrables fueron introducidos por Paper Mate en 1979, cuando el Erasermate salió al mercado.
Anuncio de 1915 para lápices de tinta "Vulcan".
Slavoljub Eduard Penkala, un ingeniero croata naturalizado e inventor de origen polaco - holandés del Reino de Croacia-Eslavonia en Austria-Hungría, se hizo famoso por un mayor desarrollo del portaminas (1906) - entonces llamado "lápiz automático" - y el primera pluma estilográfica de tinta sólida (1907). En colaboración con un empresario llamado Edmund Moster, fundó Penkala-Moster Company y construyó una fábrica de bolígrafos y lápices que era una de las más grandes del mundo en ese momento. Esta empresa, ahora llamada TOZ-Penkala, todavía existe hoy. "TOZ" significa " Tvornica olovaka Zagreb ", que significa "Fábrica de lápices de Zagreb ".

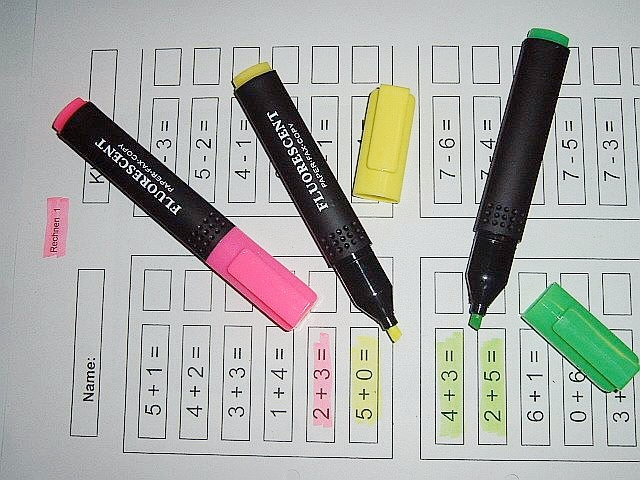
Rotuladores modernos.

En la década de 1960, Yukio Horie de Tokyo Stationery Company, Japón, inventó el rotulador de fibra o de punta de fieltro. Flair de Paper Mate fue uno de los primeros rotuladores que llegaron al mercado estadounidense en la década de 1960, y ha sido el líder desde entonces. Los rotuladores y resaltadores, ambos similares a los rotuladores, se han vuelto populares en los últimos tiempos.
Los bolígrafos Rollerball se introdujeron a principios de la década de 1970. Usan una bola móvil y tinta líquida para producir una línea más suave. Los avances tecnológicos de finales de la década de 1980 y principios de la de 1990 han mejorado el rendimiento general de la bola rodante. Un bolígrafo de punta porosa contiene una punta hecha de algún material poroso como fieltro o cerámica. Un bolígrafo de dibujo de alta calidad suele tener una punta de cerámica, ya que se desgasta bien y no se ensancha cuando se aplica presión al escribir.
Aunque la invención de la máquina de escribir y la computadora personal con el método de entrada de teclado ha ofrecido otra forma de escribir, el lápiz sigue siendo el principal medio de escritura. A muchas personas les gusta usar tipos y marcas de bolígrafos costosos, incluidas las estilográficas, que a veces se consideran un símbolo de estatus.